# Phyllonemus
Genre
Phyllonemus est un genre de poisson de la famille des Claroteidae.

## Liste des espèces
Selon FishBase (29 octobre 2017) et ITIS (29 octobre 2017) :
- Phyllonemus brichardi Risch, 1987
- Phyllonemus filinemus Worthington & Ricardo, 1937
- Phyllonemus typus Boulenger, 1906